# Pè a Corsica
Pè a Corsica (korsikansk: For Korsika) er en koalition af to partier, der går ind for øget korsikansk selvstændighed: Femu a Corsica (FC) og Corsica Libera (CL).

## Baggrund

### Oprettelse i 2015
Pè a Corsica blev dannet i anledning af lokalvalgene på Korsika i 2015, hvor de to partier lavede fælles opstilling. Som resultat af dette valg blev Gilles Simeoni, koalitionens leder, præsident for Korsikas eksekutivråd, efter at hans liste med 35,3 % af stemmerne havde firedoblet sit mandat.

### Valg til nationalforsamlingen i 2017
Ved valgene til den franske nationalforsamling i 2017 fik koalitionen tre af de fire korsikanske deputerede: Paul-André Colombani i Corse-du-Sud, Michel Castellani og Jean-Félix Acquaviva i Haute-Corse. I takt med lokalvalgene på Korsika i 2015 er det første gang, at nationalistiske kandidater har haft en lignende succes.
De nyvalgte deputerede gjorde deres mål klar: at kæmpe for en beslutning om tosprogethed på alle offentlige dokumenter (korsikansk og fransk), for en lov om amnesti for de korsikanere, der er fængslet for politiske handlinger, og for en anerkendelse af Korsika i Frankrigs forfatning.

### Regionsvalgene i 2017
Ved regionsvalgene styrkede Pè a Corsica sit flertal i den korsikanske regionalforsamling. Koalitionen fik flertal med 56,46 % af de afgivne stemmer i anden valgrunde svarende til 41 af forsamlingens 63 medlemmer.

## Leder
Koalitionen ledes af Gilles Simeoni, der er præsident for Korsikas eksekutivråd.